# Випадок на фестивалі
«Випадок на фестивалі» — радянський художній фільм 1976 року, знятий режисером Роланом Вієру на кіностудії «Молдова-фільм».

## Сюжет
Музична історія про кохання на тлі фольклорного фестивалю.

## У ролях
- Віктор Соцкі-Войніческу — Ангел Станчев, соліст «Рачиниці»
- Світлана Тома — Віоріка, солістка танцювального ансамблю «Порумбіця»
- Людмила Гарніца — Ліна
- Іон Аракелу — Пєтко Пєтков з Габрово
- Марія Сагайдак — Ілієва, керівник ансамблю болгарського народного танцю
- Всеволод Гаврилов — Андрій Степанович Опря, керівник молдавського танцювального ансамблю
- Мірче Соцкі-Войніческу — Павло Кірошка
- Ірина Терещенко — Галя
- Микита Третьяков — Микола
- Васіле Зубку-Кодряну — танцюрист
- Павло Андрейченко — ремонтник
- Володимир Пінчук — редактор
- Володимир Шелестов — епізод
- Любомир Йорга — епізод
- Жанна Мархевка — епізод
- Михайло Салес — епізод
- Д. Стойков — епізод
- Р. Ярмола — епізод
- Антоніна Бушкова — епізод
- Юлія Мамешина — епізод
- Валентина Гіцак — епізод

## Знімальна група
- Режисер — Ролан Вієру
- Сценарист — Віктор Андон
- Оператор — Валентин Бєлоногов
- Композитор — Євген Дога
- Художник — Володимир Булат